# The Lost Fingers
The Lost Fingers est un groupe de musique jazz québécois, venant de la ville de Québec.

## Historique
Créé en 2006 par Byron Mikaloff (voix, guitare), Christian Roberge (voix, guitare) et Alex Morrissette (voix, contrebasse), The Lost Fingers se spécialise dans la reprise de chansons connues revisitées par le jazz manouche de Django Reinhardt. Le nom du groupe fait référence aux deux doigts perdus par Reinhardt dans l'incendie de sa roulotte dans les années 1930.
Leur premier album, Lost in the 80s, paru en 2008, a rencontré un grand succès au Québec et à l'étranger.
En 2009, le groupe a été nommé pour deux prix Juno dans les catégories Fan Choice Award et Album de l'année.
En 2019, Valérie Amyot quitte le groupe pour se concentrer sur sa santé et poursuivre des projets en solo. Le rôle de chanteuse a été repris par Rosalie Roberge. Roberge est diplômée du Cégep de Saint-Laurent en Techniques professionnelles de musique et chanson.

## Membres du groupe
- Byron "Maiden" Mikaloff : Voix et guitare.
- Alex Morrissette : chœurs et contrebasse.
- Rosalie Roberge : Voix
- François Rioux : Guitare